# Fascismo - Um Alerta
Fascismo - Um Alerta (Fascism: A Warning, em inglês, no original) é um livro de análise política e história sobre o fascismo da antiga Secretária de Estado dos EUA e professora universitária Madeleine Albright publicado pela primeira vez em 2018 nos EUA pela HarperCollins.
O livro inicia-se com uma citação do escritor Primo Levi, "Todas as épocas têm o seu fascismo",:9 e é dedicado pela autora "Às vítimas do fascismo no passado como no presente e a todos os que combatem o fascismo nos outros e em si próprios".:7
"Eu sou refugiada, mas uma refugiada com sorte. O meu pai teria sem dúvida sido preso se não tivéssemos abandonado a Checoslováquia, mas ninguém ameaçou colocar-nos em contentores, e chegámos à nossa nova pátria a bordo de um transatlântico, não de uma jangada apinhada. Quando me pedem que sintetize a minha vida, começo sempre com «gratidão» - aos meus pais e aos cidadãos americanos que permitiram à minha família começar de novo. Por isso, é-me impossível ser friamente racional acerca do tema dos migrantes e refugiados e não respeito os políticos que tentam ganhar votos lançando o ódio.":225

## Capítulos
A edição portuguesa teve prefácio de Jaime Gama e desenvolve-se nos seguintes capítulos:
1. Uma doutrina de ira e medo

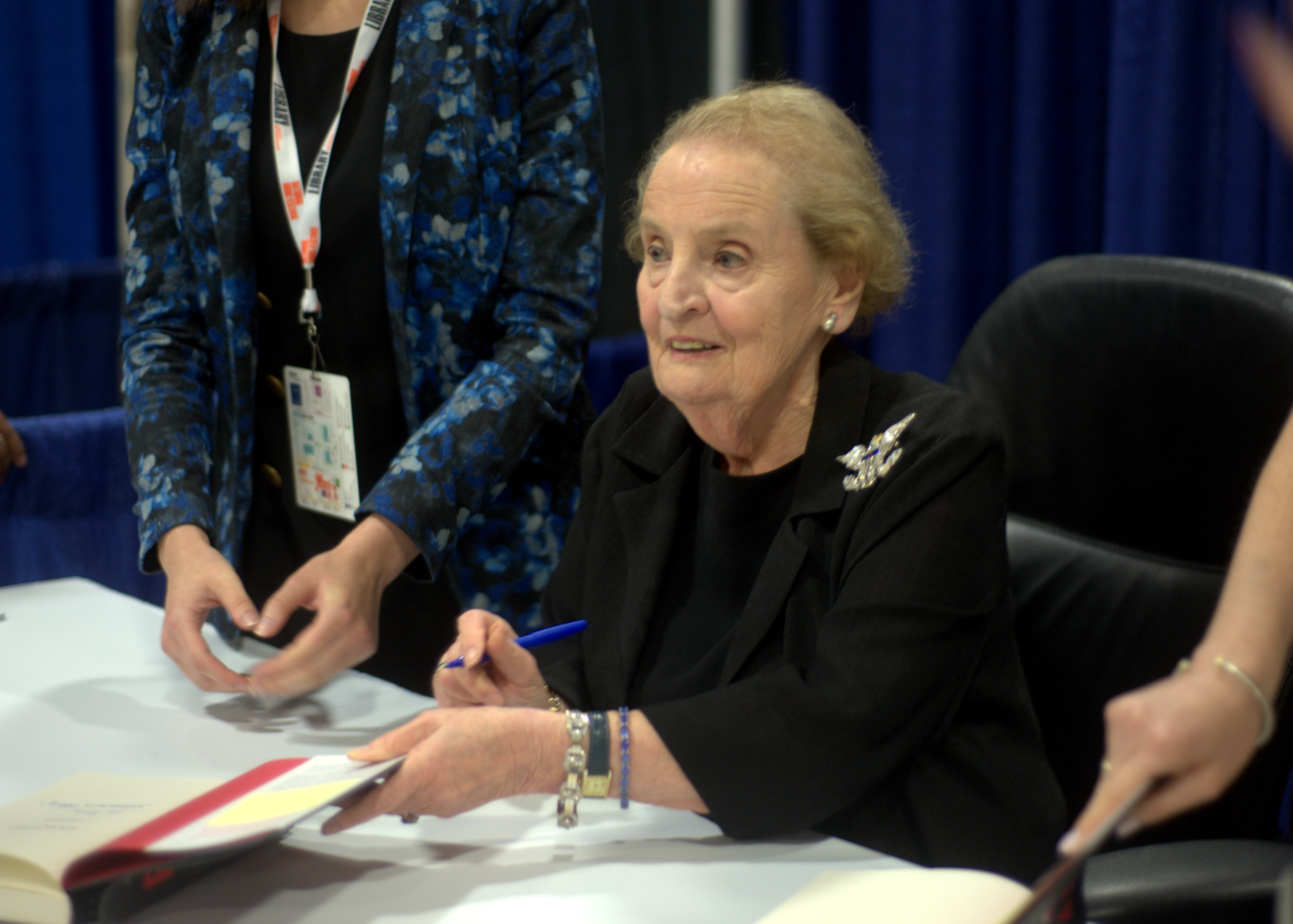
Madeleine Albright na apresentação do livro em 2018

2. Mussolini e o maior espetáculo da Terra
3. Hitler, "o bárbaro"
4. O Pacto de Aço
5. A vitória dos Césares
6. A queda
7. Ditadura da democracia
8. Regresso ao genocídio nos Balcãs
9. Democracia, uma arte difícil
10. Presidente vitalício
11. Na fronteira da tirania
12. O homem do KGB
13. O calcanhar de Aquiles da Europa
14. O líder omnipresente
15. Os perigos da presidência americana
16. Pesadelos e ameaças à democracia
17. As perguntas certas sobre o futuro

O livro conclui-se com Agradecimentos e Notas.

## Sinopse
O século XX foi marcado pelo confronto entre democracia e fascismo, uma luta que criou incertezas sobre a sobrevivência da liberdade e que levou à morte de milhões de pessoas. Tendo presente o horror desta experiência, podia-se imaginar que o mundo rejeitaria qualquer possível sucessor de Hitler e Mussolini, mas, em Fascismo: um Alerta, Madeleine Albright questiona isso e mostra-nos que o fascismo não só perseverou, como constitui actualmente uma forte ameaça à paz e à justiça.:Badana da capa
Albright identifica vários sinais de alerta: retrocedeu o impulso para a democracia que percorreu o mundo após a queda do Muro de Berlim; os EUA são actualmente dirigidos por um presidente que exarceba as divisões e despreza as instituições democráticas; em muitos países, factores económicos, tecnológicos e culturais estão a enfraquecer o centro político e a dar força aos extremistas de direita e de esquerda.:Badana da capa